# گوللر تپه‌سی
گوللر تپه سی مربوط به دوره اشکانیان است و در شهرستان ابهر، بخش مرکزی، دهستان صایین قلعه، روستای جداقیه واقع شده و این اثر در تاریخ ۲۶ دی ۱۳۸۶ با شمارهٔ ثبت ۲۰۵۱۹ به‌عنوان یکی از آثار ملی ایران به ثبت رسیده‌است.
حفاری های غیرمجازی که در این تپه صورت گرفته موجب تخریب اثر حاضر گردیده است.